# هوليا أوشار
هوليا أفشار (ولدت 10 أكتوبر 1963)، هي ممثلة سينمائية ومسرحية، ومطربة، ومقدمة.

## حياتها
ولدت الطفلة الأولى لاميرال وجلال أفشار في ادرميت-باليكسير. وهي عرفتها عائلتها بلقب (ملك قوران ). وكانت شقراء. وكان والدتها تنتمى إلى باليك أسر، ويعود نسب والدها إلى هاسكوى، أردهانلى. ويعود نسب هوليا أفشار الي أفشار-بيربات بقبائل الكردية. وكان والدها منسوب الي قبائل التركمان المهاجرة  من قيصرى بينارباشى من عصور طويلة، وفي النهاية فقد كان والدها الذئب جلال، ووالدتها أميرال يعودون إلى عائلة ذو أصل تركي.
وقد حصلت على المركز الأول في مسابقة ملكة جمال الكون التي نظمتها جريدة بولفار في عام 1982، ولكن عندما تزوجت أرتدت التاج مرة أخرى. وكان عام 1983 نقطة تحول في حياة أفشار. وقد بدأت اولى أعمالها بعمل الافلام وكان أول فيلم قامت بتمثيله ولعبت فيه دور البطولة فيلم الهرم، ومثلته مع فكرت هاكان، صالح جوناى.
وقد استمرت بعمل الموسيقى من خلالها تقديم 6 ألبومات وأغنية منفردة. وفي الأيام الأخيرة لعام 1995 فقد قدمت ضربة قوية من خلال تقديمها الألبوم المعروف باسم نصف جرحى. وفي الجزء المسمى باسم (هذه الليلة ستكون طويلة)، فقد قامت بعمل فيديو كليب لهذه الأغنية. وقد قامت هوليا أفشار تقديم العديد من مشاهد العبادة على مسرح بوبو سلاما، وتلقى العديد من ردود الأفعال من امكان العبادة المختلفة، ولكن كليبها الثانى فقد قامت فيه برد فعل مختلف من خلال كليب (تحرك يا عبد). وقد لفتت هوليا أفشار انتباه الجميع وذلك من خلال أغنية (بقيت بدونك)، والذي عرضته من خلال ألبومها الثالث. وقد أعجب الجمهور هذه الاغنية إلى حد ما، وقال العديد ان هذه الاغنية هي أفضل ما قدمته هوليا أفشار. وقد كانت هوليا أفشار هي واحدة من أكثر الأسماء انتشارا في عالم الفن في ذلك الوقت.
وفي عام 1998 فقد حصل ألبوم (الحياة هكذا)، وهكذا فقد ضمنت مكان لها في عالم الموسيقى. وقد كانت من أشهر الاغانى التي انتشرت لها (هل أسميته؟). وعقب ذيع شهرة كليبها الذي صورته، فقد كانت أغنية (هل أسميته) وبعدها أغنية (هذه الليلة ستكون طويلة) لهوليا أفشار، فقد كانت هاتين الأغنيتين أشهر الاغانى التي غنتها. وكان ثانى كليب قامت بتصويره هو (يا جميل) وهذه من أكثر الأغانى التي جذبت الانتباه. وضمنت الفنانة هوليا أفشار نجاحها بهذه الأغنية.
وفي عام 2000 فقد حصلت هوليا أفشار على جائزة أفضل ممثلة امرأة، وذلك من خلال جوائز الموسيقى التي نظمت في احتفالات تلفزيون كرال. وبعد ان قامت هوليا أفشار بعمل كتابة للزاويات في الصباح، وقد قدمت هوليا أفشار عرض في تلفزيون شو.
وقد قدمت هوليا بعرض وذلك من خلال شركة شو التي اقامتها شركات الميديا، وقام بعملها واخراجها بركان اوز واوغور أكساى. وفي نفس الوقت قامت أفشار بنقل أهم خصائص البرنامج الذي صورته في تلفزيون شاو بنظام الديجتال في شكل صورة سينمائية وطبقته في 16/9 مع أوغور اكساى لأول مرة في تركيا في ذلك الوقت.
وقد قامت أفشار بعدها بعمل عرض تلفزيوني وذلك من خلال أحد الأشخاص في المسرح، وقد لعبت بعد ذلك في إحدى الإعلانات للأفلام، ولا زال اسم هوليا أفشار يتردد إلى الآن في رئاسة تحرير المجلة الشهرية.

## حياتها الخاصة
وبزواجها بكايا شلنجراوغلو فقد انجبت ابنتها (زهرة) في عام 1998. وتطلق الزوجين في عام 2005.
قد كانت هوليا أفشار من متابعى مادى بشكتاش التركى. وبعد طلاقها من كايا شلنجراوغلو تعرفت على رجل أعمال سعد الدين سران وأصبحت على علاقة معه. وقد توفيت والدتها أميرال افشار بعد صراعها مع مرض السرطان في 6 فبراير 2009. وفي الفترة من 24-25 أغسطس 2009 فقد قالت في الحوار الصحفى الذي نشر في القومية، أنها فتحت تحقيق  وذلك بسبب كراهية وحقن وعداء الشعب، ورفعت هذه القضية على مكتب باكيركوى المدعى العام ذو الصلة بهذه الامور. وفي نهاية هذا التحقيق أصدر النائب العام قرارا بعدم ملاحقة هوليا أفشار، وهي حاليا في علاقة مع لاعب الكرة القدم التركي السابق تانجو جولاك.

## ألبوماتها
-1988: كل التوفيق
-1990: هل تذكر؟
-1991: مثل هوليا
-1993: هل اصدقاء ام اعداء؟
-1995: بلدى الجرح محفوظة
-1998:الحياة هكذا
-2000: أحبب (أغنية منفردة)
-2002: الحب جنون
-2009: الخواطر الخاصة بالأشخاص
-2011: بالشفاء (أغنية منفردة)
-2013: الحب الكبير

## الفيديو كليب
-بقيت بدونك
-المشى وحدى
-هذه الليلة ستكون طويلة
-أعجبنى
-هل اتصلت؟
-يا بلادى الجميلة
-ما هو الخطأ معك
-إلى الأبد
-بالشفاء
-يجب ان يكون لى زوج
-لم اخف

## المسلسلات التي قامت بتمثيلها
-1995: قوة سلسلة الحب
-1996: سوبر ستار (الأعمال القذرة)
-1999: ياه لو كنت غنيا
-2001:الدفاع
-2004: الزمرد
-2004: لو ارادت المراة
-2006: عندما تحب المرأة
-2015: السلطانة كوسيم
-2021: البراءة.

## الأفلام التي قامت بتمثيلها
| العام | الفيلم                | الدور       | الملاحظات |
| ----- | --------------------- | ----------- | --------- |
| 1983  | قاهر                  | هوليا       |           |
| 1983  | هرم                   | هوليا       |           |
| 1983  | شليك ميزار            | وردة        |           |
| 1984  | كرفنلى نجية           | نجية        |           |
| 1984  | معتقل                 | هاجر        |           |
| 1984  | الليلة الوحيدة بالعمر | جولسيرين    |           |
| 1984  | اجنبى                 | هوليا       |           |
| 1984  | مغلق                  | مليكة       |           |
| 1984  | عندما تشرق الشمس      | نالان       |           |
| 1984  | أيشم                  | عائشة       |           |
| 1984  | الكره                 | هوليا       |           |
| 1985  | تيلا الفتيات          | شغلا        |           |
| 1985  | طريق الموت            | زينب        |           |
| 1985  | ازرق أزرق             | سيبال       |           |
| 1985  | سكرتير                | هوليا       |           |
| 1985  | المرأة المعبودة       | سبيحة       |           |
| 1985  | الشباب المذنب         | نسليهان     |           |
| 1985  | اثر الاموال           | بشناك       |           |
| 1986  | ليلة طويلة            | جولسوم      |           |
| 1986  | دغلى وفريكن           | عزيزة       |           |
| 1986  | حرب الشعوب الثالثة    | جولشك       |           |
| 1986  | كسراك                 | هوليا       |           |
| 1986  | حكايات العشق          | سيفدا       |           |
| 1986  | كتابات الأخذ          | هوليا       |           |
| 1986  | نار سيفدا             | مفيش جولهان |           |
| 1986  | الملاك الأزرق         | بيلور أليف  |           |
| 1987  | نسف نصف               | سيدا        |           |
| 1987  | الطفل المكسور         | جولزهار     |           |
| 1987  | برج الشيل             | أيتن        |           |
| 1987  | العودة                | غمزة        |           |
| 1987  | الزوجة الغير مفهمومة  | زليهة       |           |
| 1987  | الزيارة               | ارزو        |           |
| 1988  | أنت العشق             | البحر       |           |
| 1988  | هوليا                 | هوليا       |           |
| 1988  | ملدروم                | اسراء       |           |
| 1989  | المعلمة زينب          | زينب        |           |
| 1989  | المصورين              | نسليهان     |           |
| 1989  | فضيلت                 | فضيلت       |           |
| 1990  | أعمالى السينمائية     | سيبال       |           |
| 1993  | حسن بوغولدور          | امينة       |           |
| 1993  | برلين في برلين        | ديلبر       |           |
| 1995  | طاقة المرأة           | سيبال       |           |
| 1999  | الهة سالكم هانم       | نورا        |           |
| 2002  | الضوء الأخضر          | أليف        |           |
| 2004  | زمن القلب             | بالقيس      |           |
| 2005  | الفتاتين الشباتين     | ليمان       |           |
| 2005  | حبيبى في العسكر       | زهرة        |           |
| 2007  | يوجد احتمال اخر       | أليف        |           |
| 2011  | 8 مخرجين في 8 دول     | هوريم سلطان |           |
| 2011  | الضربه ال 72          | فاطمة       |           |

## البرامج التلفزيونية التي قامت بتقديمها
-لنرى شيك
-ألتوكرا لأغانى السولو
-هوليا أفشار تقول: هيبارتوك (28 سبتمبر 2009-2011 )
-عرض هوليا أفشار: عرض تى ان تى، قناة كرال، تى جى ار تى
-هوليا أفشار، أنت تعلم، أي تر في
-بيشت، تلفزيون شو
-أستديو هوليا أفشار، توركماكس
-الفتيات والشباب، أي تى في
-تركيا بدون البالغين، تلفزيون شو، تلفزيون ستار، (2009-2014)
-هذا صوت تركيا، تلفزيون شو، تلفزيون ستار (2011-2013)

## الروابط الخارجية
Hülya Avşar Resmi Web Sitesi
Hülya Avşar SinemaTürk sayfası
Hülya Avşar IMDb sayfası

## روابط خارجية
- هوليا أوشار على موقع IMDb (الإنجليزية)
- هوليا أوشار على موقع روتن توميتوز (الإنجليزية)
- هوليا أوشار على موقع قاعدة بيانات الأفلام العربية
- هوليا أوشار على موقع ألو سيني (الفرنسية)
- هوليا أوشار على موقع ميوزك برينز (الإنجليزية)
- هوليا أوشار على موقع أول موفي (الإنجليزية)
- هوليا أوشار على موقع قاعدة بيانات الأفلام السويدية (السويدية)
- هوليا أوشار على موقع ديسكوغز (الإنجليزية)
- هوليا أوشار على موقع قاعدة بيانات الفيلم (الإنجليزية)
- هوليا أوشار على موقع كينوبويسك (الروسية)